# Il bacio della morte (fotografia)

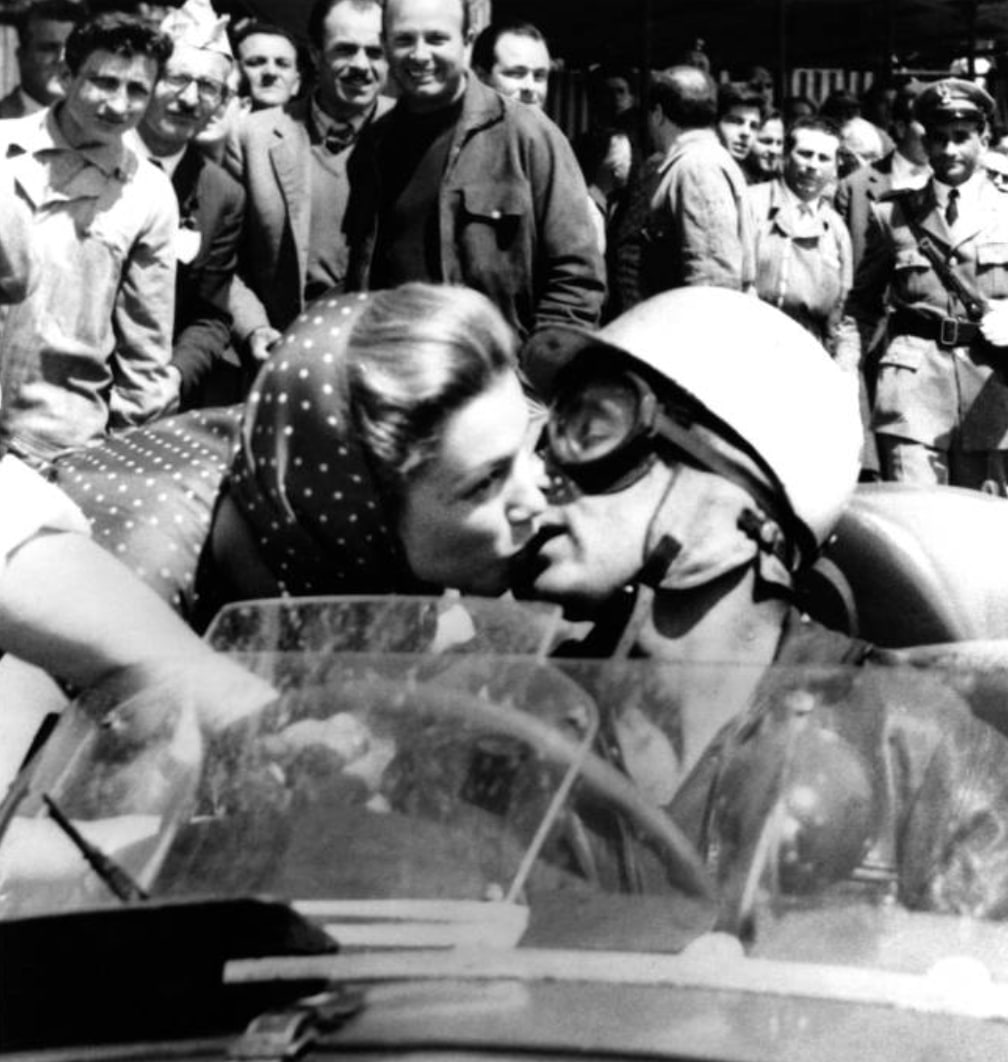
La fotografia del famoso bacio.

Il bacio della morte è una famosa fotografia del 12 maggio 1957, diffusasi soprattutto nei paesi anglosassoni, durante la Mille Miglia di quell'anno, ritraente un bacio tra il pilota Alfonso de Portago e l'attrice Linda Christian subito prima della tragedia in territorio lombardo.

## Descrizione
La foto ritrae l'attrice Linda Christian, vestita con un abito a pois e un velo in testa, che bacia il suo fidanzato e pilota Alfonso de Portago, mentre costui si trova con la sua vettura da corsa a Roma in pausa, a metà gara.
Sia l'attrice che il fidanzato pilota (qualche giorno prima) riportarono di avere dei brutti presentimenti e la gara già di per sé era stata ampiamente criticata per la sua pericolosità intrinseca.
La foto è diventata particolarmente famosa nel mondo anglosassone dopo che la rivista Life la pubblicò dopo due settimane, insieme ad altre foto dei momenti immediatamente successivi e poi dell'auto divelta in territorio lombardo.